# Huda al-Hilali
Huda al-Hilali (arabisch هدى الهلالي, DMG Hudā al-Hilālī; * 1947 in Bagdad, Irak; † 29. Oktober 2008 in Hamburg) war eine irakisch-deutsche Autorin und Märchenerzählerin.

## Leben
Al-Hilali lebte zwischen 1959 und 1964 in der Bundesrepublik Deutschland. Nach einer Ausbildung als Grundschullehrerin arbeitete sie von 1972 bis 1976 als Redakteurin eines Kinderprogramms beim irakischen Fernsehen. Als sie 1976 in die Bundesrepublik zurückkehrte, studierte sie in Kassel Filmgeschichte und Dramaturgie, danach in Hamburg Islamwissenschaft und Germanistik. 1984 begann sie mit Erzählabenden im Stile der Tradition der Märchenerzähler, die sie auch überregional bekannt machten.
In ihrem Buch Von Bagdad nach Basra. Geschichten aus dem Irak erzählt al-Hilali vom irakischen Alltag und verwendet dabei orientalische ebenso wie westliche Erzähltechniken, die absurde oder kafkaeske Elemente aufzeigen. Beobachtungsgabe, Fabulierlust und die Sprache der Hände und der Blicke als Kommunikationsform vermögen Menschen als Ganzes zu erfassen.
Huda al-Hilali lebte in Hamburg.

## Schriften
- Von Bagdad nach Basra – Geschichten aus dem Irak. Palmyra, Heidelberg 1992, ISBN 978-3-9802298-3-8.